# Мизия (община)
Вижте пояснителната страница за други значения на Мизия.
Община Мизия се намира в Северозападна България и е една от съставните общини на област Враца.

## География

### Географско положение, граници, големина
Общината е разположена в северната част на Област Враца. С площта си от 209,309 km2 заема 9-о, предпоследно място сред 10-те общините на областта, което съставлява 5,78% от територията на областта. Границите ѝ са следните:
- на север – Румъния;
- на изток – община Оряхово;
- на юг – община Бяла Слатина;
- на югозапад – община Хайредин;
- на северозапад – община Козлодуй.

### Релеф, води
Релефът на общината е равнинен, като източната ѝ половина се заема от западната част на обширното льосово плато Капитаница. То е слабо наклонено на юг и югоизток. Най-високата точка на общината се намира в най-южната ѝ част, южно от село Крушовица – 164 m н.в. В югозападната част на общината, между долините на реките Огоста и Скът се простира т.нар. Рашково бърдо, като между него на запад и платото Капитаница на изток е дълбоката долина на най-долното течение на река Скът. По цялото протежение на границата с община Козлодуй, по югоизточната периферия на Козлодуйската низина, от югозапад на североизток протича най-долното течение на река Огоста. В нейното устие, на брега на река Дунав, северно от село Сараево се намира най-ниската точка на общината – 24 m н.в.
В най-северната част на община Мизия попадат 2 km от брега на река Дунав, от km 685 до km 687 (километрите се отчитат от устието на реката).

## Населени места
Общината има 6 населени места с общо население 5692 жители към 7 септември 2021 г.
| Населено място (старо име)                                              | Население (преброяване, септември 2021) | Население по настоящ адрес (ГРАО от 15 септември 2024) | Площ (km²) | Гъстота (д./km²) |
| ----------------------------------------------------------------------- | --------------------------------------- | ------------------------------------------------------ | ---------- | ---------------- |
| Войводово                                                               | 196                                     | 184                                                    | 7,682      | 23.95            |
| Крушовица                                                               | 1292                                    | 1372                                                   | 50,49      | 27.17            |
| Липница                                                                 | 627                                     | 696                                                    | 26,012     | 26.76            |
| Мизия                                                                   | 2455                                    | 2669                                                   | 64,373     | 41.46            |
| Сараево                                                                 | 17                                      | 14                                                     | 3,835      | 3.65             |
| Софрониево (Сърбеница)                                                  | 1105                                    | 1129                                                   | 56,917     | 19.84            |
| Общо за общината:                                                       | 5692                                    | 6064                                                   | 209,309    | 28.97            |
| Населените места с кмет са със зелен фон, а тези без кметство – с жълт. |                                         |                                                        |            |                  |

### Административно-териториални промени
- през 1901 г. – заличено е с. Съсека без административен акт поради изселване на населението в н.м. Войводово;
- през 1902 г. – заличено е с. Гладно поле без административен акт поради изселване;
- Указ № 162/обн. 8 април 1931 г. – признава н.м. Войводово за с. Войводово;
- МЗ № 2820/обн. 14 август 1934 г. – преименува с. Сърбеница за с. Софрониево;
- Указ № 546//обн. 15 септември 1964 г. – признава с. Букьовци за с.гр.т. Букьовци;
- Указ № 344/обн. 20 февруари 1970 г. – обединява с.гр.т. Букьовци и с. Гложене в едно населено място и го признава за гр. Мизия;
- Указ № 45/обн. 20 януари 1978 г. – отделя кв. Гложене от гр. Мизия и го признава за отделно населено място – с. Гложене.

## Население
Численост
| Община Мизия                                  | Община Мизия | Община Мизия | Община Мизия | Община Мизия | Община Мизия | Община Мизия | Община Мизия | Община Мизия | Община Мизия | Община Мизия | Община Мизия |
| --------------------------------------------- | ------------ | ------------ | ------------ | ------------ | ------------ | ------------ | ------------ | ------------ | ------------ | ------------ | ------------ |
| Година                                        | 1934         | 1946         | 1956         | 1965         | 1975         | 1985         | 1992         | 2001         | 2011         | 2021         |              |
| Население                                     | 15775        | 16668        | 15591        | 15912        | 18850        | 13340        | 11487        | 9605         | 7570         | 5692         |              |
| Източници: Национален Статистически Институт, |              |              |              |              |              |              |              |              |              |              |              |

Възрастов състав
| Население по възрастови групи към септември 2021 година | Население по възрастови групи към септември 2021 година | Население по възрастови групи към септември 2021 година | Население по възрастови групи към септември 2021 година | Население по възрастови групи към септември 2021 година | Население по възрастови групи към септември 2021 година | Население по възрастови групи към септември 2021 година | Население по възрастови групи към септември 2021 година | Население по възрастови групи към септември 2021 година | Население по възрастови групи към септември 2021 година | Население по възрастови групи към септември 2021 година | Население по възрастови групи към септември 2021 година | Население по възрастови групи към септември 2021 година | Население по възрастови групи към септември 2021 година | Население по възрастови групи към септември 2021 година | Население по възрастови групи към септември 2021 година | Население по възрастови групи към септември 2021 година | Население по възрастови групи към септември 2021 година | Население по възрастови групи към септември 2021 година |
| ------------------------------------------------------- | ------------------------------------------------------- | ------------------------------------------------------- | ------------------------------------------------------- | ------------------------------------------------------- | ------------------------------------------------------- | ------------------------------------------------------- | ------------------------------------------------------- | ------------------------------------------------------- | ------------------------------------------------------- | ------------------------------------------------------- | ------------------------------------------------------- | ------------------------------------------------------- | ------------------------------------------------------- | ------------------------------------------------------- | ------------------------------------------------------- | ------------------------------------------------------- | ------------------------------------------------------- | ------------------------------------------------------- |
| Общо                                                    | 0 – 4                                                   | 5 – 9                                                   | 10 – 14                                                 | 15 – 19                                                 | 20 – 24                                                 | 25 – 29                                                 | 30 – 34                                                 | 35 – 39                                                 | 40 – 44                                                 | 45 – 49                                                 | 50 – 54                                                 | 55 – 59                                                 | 60 – 64                                                 | 65 – 69                                                 | 70 – 74                                                 | 75 – 79                                                 | 80 – 84                                                 | 85+                                                     |
| 5692                                                    | 190                                                     | 248                                                     | 232                                                     | 239                                                     | 230                                                     | 261                                                     | 263                                                     | 274                                                     | 340                                                     | 403                                                     | 490                                                     | 439                                                     | 442                                                     | 466                                                     | 481                                                     | 356                                                     | 195                                                     | 143                                                     |

Етнически състав
| Етноси в община Мизия (2011) | Етноси в община Мизия (2011) | Етноси в община Мизия (2011) | Етноси в община Мизия (2011) | Етноси в община Мизия (2011) |
| ---------------------------- | ---------------------------- | ---------------------------- | ---------------------------- | ---------------------------- |
| Етническа група              |                              |                              |                              |                              |
| българи                      | българи                      |                              | 92,61%                       | 92,61%                       |
| цигани                       | цигани                       |                              | 6,71%                        | 6,71%                        |
| турци                        | турци                        |                              | 0,04%                        | 0,04%                        |
| други и неопределени         | други и неопределени         |                              | 0,64%                        | 0,64%                        |

Жители по етническа група от общо 7305 самоопределили се (към 2011 г.):
- българи: 6765
- турци: 3
- цигани: 490
- други: 14
- неопределени: 33

## Политика
В местните избори за кмет на община Мизия се стига до следните резултати:
- 1995 – Иванка Кунчева (Предизборна коалиция БСП, БЗНС Александър Стамболийски, ПК Екогласност) печели на първи тур с 65% срещу Милко Томов (БКП).
- 1999 – Иван Даков (Обединена демократична левица – Мизия) печели на втори тур с 61% срещу Виолин Крушовенски (независим).
- 2003 – Иван Даков (БСП) печели на първи тур с 52% срещу Виолин Крушовенски (независим)[4].
- 2005 – Виолин Крушовенски (НДСВ) на извънредни частични избори печели на втори тур със 78,35% срещу Румен Шопов (независим).
- 2007 – Виолин Крушовенски (НДСВ) печели на втори тур само с четири гласа разлика или с 50,04% срещу 49,96% на Иван Даков (БСП)[5].
- 2011 – Виолин Крушовенски (НДСВ) печели на втори тур с 52,50% срещу Иван Даков (БСП)[6]
- 2015 – Виолин Крушовенски (НДСВ) печели на втори тур с 51,76% срещу Валя Берчева (ГЕРБ)
- 2019 – Валя Берчева (ГЕРБ) печели на втори тур с 64,10% срещу Виолин Крушовенски (НДСВ)
- 2023 – Валя Берчева (ГЕРБ) печели на първи тур с 51,58% срещу Данаил Йорданов (независим)

## Транспорт
През общината преминават частично 3 пътя от Републиканската пътна мрежа на България с обща дължина 34,9 km:
- участък от 8,1 km от Републикански път II-11 (от km 103,7 до km 111,8);
- участък от 22,3 km от Републикански път II-15 (от km 47 до km 69,3);
- началният участък от 4,5 km от Републикански път III-1503 (от km 0 до km 4,5).

## Топографска карта
- Лист от карта K-34-12. Мащаб: 1 : 100 000.
- Лист от карта K-34-24. Мащаб: 1 : 100 000.